# Фейдра Патрик
Фейдра Патрик (на английски: Phaedra Patrick) е британска писателка на произведения в жанра съвременен любовен роман.

## Биография и творчество
Фейдра Патрик е родена в Олдъм, Ланкашър, Англия. Завършва история на изкуството в колежа в Олдъм и витраж в колежа на Северен Уелс. След дипломирането си работи като художник на витражи. Посещава вечерен курс и получава професионална квалификация по маркетинг. След завършването на курса става организатор на връзки с обществеността на корпоративна фирма и организира на филмов фестивал за младежи. Едновременно с работата си започва да пише разкази и участва в литературни конкурси. Завършва пет ръкописа на романи преди да бъде публикувана.
Първият ѝ роман „Странните талисмани на Артър Пепър“ е публикуван през 2016 г. Главният герой, 69-годишният пенсионер Артър Пепър, открива в нещата на починалата си съпруга мистериозна гривна с прикачени осем талисмана – слон, цвете, книга, палитра с бои, тигър, напръстник, сърце и пръстен. Върху опашката на слона е гравиран миниатюрен телефонен номер, който го повежда към пътешествие през Лондон, Париж и Индия, за да преоткрие съпругата си, опознае себе си и открие любовта. Книгата става бестселър и е преведена в над 20 страни по света.
През 2015 г. напуска работата си и се посвещава на писателската си кариера.
Фейдра Патрик живее със семейството си в Съдълуърт, Англия.

## Произведения

### Самостоятелни романи
- The Curious Charms of Arthur Pepper (2016)
Странните талисмани на Артър Пепър, изд.: „Сиела“, София (2016), прев. Надя Златкова
- Rise and Shine, Benedict Stone (2017)
- The Library of Lost and Found (2019)
- The Little Italian Hotel (2023)
Малкият италиански хотел, изд.: „Кръг“, София (2025), прев. Ивелина Минчева-Бобадова